# Guerra de Black Hills
La guerra de Black Hills (en inglés: Black Hills War) fue una serie de conflictos entre los lakota (sioux) y sus aliados y el ejército de los Estados Unidos entre 1876 y 1877.

## Origen del conflicto
Las Black Hills, o Colinas Negras, eran consideradas por los indígenas como tierras sagradas y eran a su vez un terreno reclamado por los lakota desde su victoria sobre los cheyenes en 1776. En 1868, el Tratado de Fort Laramie, que concluyó la guerra de Nube Roja, incluyó las Black Hills en la gran reserva siux, donde los no indígenas fueron excluidos. Mientras que las Black Hills fueron consideradas a menudo como terra incognita, los rumores sobre el descubrimiento de oro en estas montañas fueron verificados por la expedición de George Armstrong Custer en agosto de 1874, cuando lo encontraron en un río del Condado de Shannon (Dakota del Sur).
En ese momento, la economía de Estados Unidos se enfrentaba a la Gran Depresión de 1873 y los mineros se embarcaron en una fiebre del oro en las Black Hills, en violación de los tratados y de la ley federal. Estas intrusiones repetidas en su territorio, junto a la incapacidad recurrente del Ejército de los Estados Unidos para detenerlas, enojó a los lakota y a sus aliados. En respuesta, Toro Sentado y Caballo Loco declararon la guerra a los intrusos y a los Estados Unidos.
Muchos historiadores creen ahora que la administración de Ulysses S. Grant provocó deliberadamente esta guerra a causa de esta nueva fiebre del oro. El objetivo habría sido la apertura de las Black Hills para ayudar a la economía de los Estados Unidos a salir de la Gran Depresión.

## Desarrollo

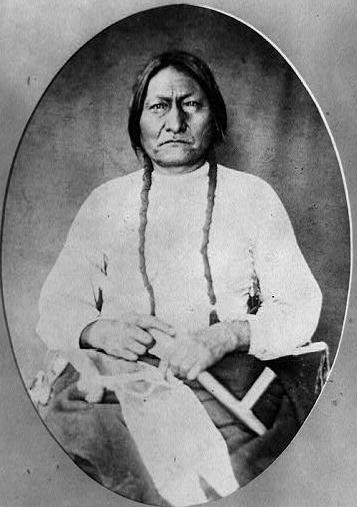
Toro Sentado en 1882.

Después de imponer exigencias desproporcionadas a las familias y cazadores lakota, los cuales debían presentarse en las diferentes agencias de Asuntos Indígenas, se dieron las órdenes al ejército para que  
agrupase por la fuerza a las tribus de la región durante el invierno de 1875-76. En la primavera de 1876, el ejército lanza una campaña coordinada de tres columnas de tropas que operan en lo que hoy es una gran región de cinco estados. La campaña culminó en la batalla de Rosebud, donde los lakota, dirigidos por Caballo Loco, logran superar una de las tres columnas del ejército. Pocos días después, el Séptimo Regimiento de Caballería del teniente coronel George Armstrong Custer atacó un campamento de los lakota y los cheyenes, sus aliados, a orillas del río Little Bighorn. En la batalla de Little Bighorn los siux y cheyenes vencieron, bajo la dirección de Toro Sentado y Caballo Loco, derrotando al Séptimo de Caballería, matando a 258 soldados (43 % del regimiento) en una de las peores derrotas del ejército durante las guerras contra los nativos norteamericanos (guerras Indias). 
Durante las siguientes batallas del verano y el otoño de 1876, incluyendo Dull Knife y la batalla de Slim Buttes, la caballería y la infantería del ejército regular derrotó a las tribus lakota en la guerra y se fuerza a desplazar a la gente indígena a los campos controlados por la Oficina de Asuntos Indígenas.
La guerra terminó con la firma de un nuevo tratado, en la que los Lakota cedían una franja de 50 millas (80 km) a lo largo de la frontera occidental de su reserva, y algunos otros terrenos. Este tratado permite obtener a los Estados Unidos un título para Black Hills, y legalizar previamente a los ilegales buscadores de oro, los mineros y localidades como Custer y Deadwood.